# Lamberto Leoni
Lamberto Leoni (Argenta, 24 maggio 1953) è un ex pilota automobilistico e pilota motonautico italiano.
Si iscrisse a cinque Gran Premi di Formula 1 tra il 1977 e il 1978 riuscendo a prendere il via solo in Argentina nel 1978 con una Ensign.

## Biografia

Da destra: Leoni, Patrese e Pedersoli sul podio di Magione al termine della finalissima del campionato 1976 di F3 italiana

Dopo la carriera automobilistica, Leoni seguì il collega Didier Pironi nelle gare di motonautica, ottenendo una vittoria con Edoardo Polli in una gara del mondiale formula 1. Dopo la morte di Pironi, Leoni abbandonò definitivamente questa nuova esperienza.
Nel frattempo aveva fondato un proprio team, la First Racing di Formula 3000 e nel 1989 realizzò ed iscrisse una vettura al mondiale, rinunciandovi alla vigilia causa problemi costruttivi e finanziari.

## Risultati in F1
| 1977 | Scuderia | Vettura |  |  |  |  |  |  |  |  |  |  |  |  |  |    |  |  |  | Punti | Pos. |
| ---- | -------- | ------- |  |  |  |  |  |  |  |  |  |  |  |  |  | -- |  |  |  | ----- | ---- |
| 1977 | Surtees  | TS19    |  |  |  |  |  |  |  |  |  |  |  |  |  | NQ |  |  |  | 0     |      |

| 1978 | Scuderia | Vettura |     |    |    |    |  |  |  |  |  |  |  |  |  |  |  |  |  | Punti | Pos. |
| ---- | -------- | ------- | --- | -- | -- | -- |  |  |  |  |  |  |  |  |  |  |  |  |  | ----- | ---- |
| 1978 | Ensign   | MN177   | Rit | NP | NQ | NQ |  |  |  |  |  |  |  |  |  |  |  |  |  | 0     |      |

| Legenda | 1º posto     | 2º posto | 3º posto    | A punti         | Senza punti/Non class.  | Grassetto – Pole position Corsivo – Giro più veloce |
| Legenda | Squalificato | Ritirato | Non partito | Non qualificato | Solo prove/Terzo pilota | Grassetto – Pole position Corsivo – Giro più veloce |